# Aduna
Aduna es una localidad y municipio español situado en la parte septentrional de la comarca de Tolosaldea, en la provincia de Guipúzcoa, comunidad autónoma del País Vasco. Limita con los municipios de Andoáin, Asteasu, Alquiza, Villabona y Cizúrquil. Dista 18 km de la capital provincial, San Sebastián, y 9 km de la capital comarcal, Tolosa. De acuerdo con datos del EUSTAT, cuenta con una población de 481 habitantes.

## Toponimia
El significado del topónimo Aduna es oscuro. La principal explicación al respecto es la de que la palabra aduna significaba antiguamente el trigo nuevo en lengua vasca. Esta acepción aparece mencionada en el Diccionario Trilingüe: Castellano, Bascuence y Latín que realizó Manuel Larramendi en 1745.

## Geografía
Se trata de un pequeño municipio rural con una extensión de 6,9 km². El pueblo de Aduna se sitúa sobre una colina que domina el valle del río Oria. A Aduna se puede llegar por dos carreteras: una amplia y empinada carretera a la que se accede tras salir de la autovía A-1 en Villabona, también provista de acera; y una carretera estrecha a la que se accede tras tomar un desvío de la N-1 en Andoáin.

### Barrios
Aduna está formado por un pequeño casco urbano donde vive aproximadamente el 40% de la población del municipio. Otros barrios del municipio son Elbarrena, Lardi y Goiburu, situados respectivamente más abajo y más arriba del casco del pueblo.

## Historia
Aduna, siendo todavía una aldea, decidió unirse a Tolosa en 1386, acogiéndose al fuero de ésta con respecto a bienes y personas, pero conservando la administración de sus rentas y el disfrute de sus montes. Aduna se comprometió a contribuir con Tolosa en los gastos de interés común y precisamente por esta cláusula inició un pleito que perdió Aduna, por lo que se separa de Tolosa. En el año 1450 se agrega a San Sebastián, tras haber permanecido con Tolosa unos 60 años. Estos vaivenes originaron fuertes roces entre San Sebastián y Tolosa, puesto que ambas alegaban el derecho a la posesión de Aduna.
Después de 25 años de pleito, finalizó la lucha y en 1478 Aduna quedó adherida a la vecindad de San Sebastián a pesar de casi doblarse la distancia entre Aduna y San Sebastián respecto de la que separaba a Aduna de Tolosa. Y así permanecería hasta el siglo XIX, periodo en el que obtuvo la autonomía municipal, en el año 1883.
El 7 de junio de 1968 se produjo en Aduna el que se considera el primer atentado mortal realizado por ETA (Euskadi Ta Askatasuna) en su historia. El atentado se produjo cuando el coche en el que viajaban dos miembros de ETA, el histórico dirigente Txabi Etxebarrieta e Iñaki Sarasketa, fue detenido por la Guardia Civil de tráfico en un control de carretera a la altura de Aduna. Temiendo que fueran descubiertos, Txabi Etxebarrieta descendió del coche disparando por la espalda al guardia civil José Pardines Arcay y rematándolo posteriormente, con la ayuda de su compañero Sarasketa. Pardines se convertiría de esa forma en la primera víctima oficial de ETA. Ese mismo día Etxebarrieta moriría abatido por la policía en Tolosa, convirtiéndose a su vez en el primer militante de ETA que moría de forma violenta a manos de la Guardia Civil.

## Economía
Si bien el pueblo mantiene casi intacta su impronta rural, las partes más bajas del municipio, situadas a orillas del río Oria, están ocupadas por gran número de empresas distribuidas en varios polígonos industriales (Haizpea, Zubitxiki, Uparan, Erribera, Urtaki, Ibaiondo y Bulandegi) . Se trata de empresas pequeñas, superando solo una de ellas los 100 trabajadores (la empresa Unipapel, dedicada a la transformación de papel), pero la suma de todas ellas hace que en Aduna el número de puestos de trabajo industriales existentes en el municipio sea superior al número de habitantes censados en el mismo. Este hecho contribuye a que en los indicadores económicos Aduna figure como un municipio con una alta renta per cápita. Esta implantación industrial se debe a la situación estratégica de Aduna junto a un importante nudo de comunicaciones en el que confluye la N-1 (Madrid-Irún) con la autovía que une Guipúzcoa con Navarra, además de estar Aduna situada a escasa distancia de importantes poblaciones y con gran extensión de terreno llano a orillas del río.
Hasta hace algunos años se explotaban también unas minas de yeso en Aduna. Una vez cerradas las minas, estas se utilizaron como depósito de residuos industriales y en la actualidad se están clausurando y sellando.
Prácticamente no hay establecimientos comerciales en el pueblo, pero sí unos cuantos establecimientos hosteleros, incluyendo dos bares, tres sidrerías, un restaurante, un albergue y una casa de agroturismo.

## Administración y política
En las elecciones autonómicas celebradas en 2005, el partido más votado fue el comunista e independentista Partido Comunista de las Tierras Vascas (PCTV-EHAK), con el 48,9 % de los votos, seguido de la coalición nacionalista vasca Partido Nacionalista Vasco-Eusko Alkartasuna, que obtuvo un 38,5 %, y el partido político Aralar, con un 9 %.
La alcaldía estuvo desde 2003 a 2007 en manos de la agrupación local independiente Adunako Elkarte Herritarra ('Agrupación popular de Aduna'), siendo la alcaldesa Arantza Aburuza Alkorta.
En las elecciones municipales de 2007, dos partidos se presentaron candidatos a la alcaldía del municipio: Acción Nacionalista Vasca (EAE-ANV) y Partido Popular (PP). Los resultados fueron los siguientes:
- Eusko Abertzale Ekintza - Acción Nacionalista Vasca: 159 votos (7 escaños)
- Partido Popular: 1 voto (0 escaños)

Esto dio como resultado la victoria de la izquierda abertzale con mayoría absoluta, siendo de nuevo alcaldesa Arantza Aburuza Alkorta.
En las elecciones municipales de 2011, solo se presentó una lista, la del Partido Popular. Se registraron 43 abstenciones y 300 votos de los que 287 fueron en blanco, 12 para el Partido Popular y 1 nulo. Al no alcanzar el mínimo del 5 % de los votos válidos (que incluyen los votos a una candidatura y los blancos), la lista del PP no obtuvo ningún concejal. Eso supuso que no se constituyó nueva corporación en 2011.
En las elecciones municipales de 2015 se presentaron dos candidaturas: EHBildu y PP. La primera se alzó con la victoria, logrando la totalidad de los concejales.
| Partido político                                                                    | 2015  | 2015       | 2011 | 2011       | 2007  | 2007       | 2003  | 2003       | 1999  | 1999       | 1995  | 1995       |
| Partido político                                                                    | %     | Concejales | %    | Concejales | %     | Concejales | %     | Concejales | %     | Concejales | %     | Concejales |
| Euskal Herria Bildu (EH Bildu)-Bildu                                                | 85,06 | 7          | —    | —          | —     | —          | —     | —          | —     | —          | —     | —          |
| Partido Popular del País Vasco (PP)                                                 | 3,32  | 0          | 4,01 | 0          | 0,56  | 0          | 0,93  | 0          | —     | —          | —     | —          |
| Eusko Abertzale Ekintza-Acción Nacionalista Vasca (EAE-ANV)                         | —     | —          | —    | —          | 88,33 | 7          | —     | —          | —     | —          | —     | —          |
| Adunado Elkartea Herritarra (AEH)                                                   | —     | —          | —    | —          | —     | —          | 98,13 | 7          | 95,87 | 7          | 94,32 | 7          |
| Euzko Alderdi Jeltzalea-Partido Nacionalista Vasco (EAJ-PNV)-Eusko Alkartasuna (EA) | —     | —          | —    | —          | —     | —          | 0,00  | 0          | —     | —          | —     | —          |

## Demografía
Aduna cuenta con una población de 499 habitantes (INE 2024).
| Gráfica de evolución demográfica de Aduna entre 1842 y 2021                                                         |
| |
| Población de derecho según los censos de población del INE Población de hecho según los censos de población del INE |

El pueblo asiste en la última década a una moderada recuperación demográfica después de una disminución continua de población desde 1950. Esta recuperación se debe a la construcción de nuevas viviendas en el pueblo que ha atraído a población de los municipios cercanos. En cualquier caso la población lleva un siglo oscilando entre los 300 y los 500 habitantes.
Más del 91 % de la población sabe hablar euskera y el municipio está asociado a la Udalerri Euskaldunen Mankomunitatea (Mancomunidad de Municipios Vascoparlantes).

## Cultura

### Patrimonio
Lo más llamativo del municipio es la estampa de su pequeño casco urbano con su iglesia parroquial, que se puede admirar especialmente bien desde la Autovía de Navarra, al bajar desde Pamplona en dirección San Sebastián. La torre de la iglesia de Nuestra Señora de la Asunción posee un chapitel (remate puntiagudo) que no es habitual en Guipúzcoa, por lo que llama especialmente la atención. En la plaza del pueblo, además de la iglesia, destacan la casa consistorial, la casa solar Torrea (anterior al siglo XV) y el moderno frontón.

#### Monumentos religiosos
- Iglesia parroquial de Nuestra Señora de la Asunción: data en su mayor parte del siglo XVI, aunque conserva una portada gótica anterior, en arco apuntado con archivoltas. El atrio se presenta cubierto mediante un tejado sobre estructura rústica de madera. La torre, levantada a principios del siglo XX, tiene la particularidad de poseer un puntiagudo chapitel. En su interior destaca el retablo mayor, obra probable de Pedro de Latijera (siglo XVII), y un Cristo situado en una capilla lateral.
- Casa cural.
- Cementerio, que posee un calvario fechado en 1760.
- Ermita de Santa Cruz.

#### Monumentos civiles
- Casa solar Torrea.
- Numerosos caseríos que son ejemplo de la arquitectura tradicional del país: Agramonte, Aitzarte, Apakintza, Galarraga, Galarregi, Lardi Ozin, Olatza, Segotegi, Sonola, Txantxane, Ulanberro o Zabale.

### Deporte
El pueblo cuenta con un frontón cubierto y una zona deportiva.

### Fiestas
Las fiestas patronales de Aduna se celebran al 15 de agosto, día de la Asunción. Como característico de estas fiestas destaca el "Oilasko-Jokoa" (Juego del pollo). De madrugada, los jóvenes del pueblo, disfrazados y al son del acordeón, recorren los caseríos recogiendo pollos; al mediodía esos pollos son decapitados en un juego que consiste en cortar con una hoz de un golpe la cabeza del pollo. Esto se realiza con los ojos vendados y al son de la música. Posteriormente los pollos constituyen el plato principal de una comida popular.
También se celebra la fiesta de San Isidro, el 15 de marzo.
Aduna es una de las poblaciones donde se conserva el baile de la Axeri-dantza, 'Danza del zorro', un baile característico del carnaval rural vasco. Actualmente se baila en las fiestas del día de la Asunción.

### Ocio
Si se desea realizar algún paseo por sus alrededores es recomendable el recorrido que discurre desde el pueblo hasta el monte Belkoain. Se accede a él desde el camino que parte del Ayuntamiento, ascendiendo hasta llegar a una zona de pícnic (Basopeta), con mesas bajo un arbolado de robles y hayas. Desde la cumbre del monte hay excelentes vistas.

## Personas destacadas
- José María Joxe Mari Mendizábal Amundarain, Mendizábal II (1947-2010): destacado practicante de deporte rural vasco. Se inició en el levantamiento de piedra, pero tuvo que dejarlo por una grave lesión, para comenzar con 30 años su carrera como aizkolari, donde acabó destacando como una de las grandes figuras de este deporte durante la década de 1980. Falleció de un infarto tras un desafío en el que participó con 63 años de edad.[10]
- José Martín Mendizábal Amundarain, Mendizábal I (1942): como su hermano menor fue un destacado practicante de deporte rural vasco. Fue uno de los principales harrijasotzailes (levantadores de piedras) de su época. Participó también como remero en tripulaciones de traineras y como arreador de pruebas de arrastre de piedra por bueyes.
- Iñaki Gorostidi Astigarraga (1955): levantador de piedras y boxeador. Tras su retirada pasó a ser artesano y a fabricar réplicas en miniatura de las piedras que levantaba.
- Juan Kruz Igerabide Sarasola (1956): escritor en lengua vasca. Autor de obras de poesía y prosa narrativa, en la mayor parte de los casos dirigidas al público infantil o juvenil. Varias de sus obras han sido traducidas y publicadas en español. Desde 2003 es académico correspondiente de la Real Academia de la Lengua Vasca.
- Beñat Igerabide (1988): cantante y músico.

Vinculado a esta localidad pero sin ser natural de ella:
- Francisco Ibáñez Gorostidi, "Paco Ibáñez" (1934): cantante y músico valenciano que ha dedicado casi íntegramente su trayectoria artística a musicalizar poemas de autores españoles e hispanoamericanos, tanto clásicos como contemporáneos. Pasó parte de su infancia en Aduna (1940-1948), localidad de la que era natural su madre. En la década de 1990 volvió a residir brevemente en esta localidad. En 1998 publicó con Imanol Larzabal el álbum Oroitzen (Recordando) en el que recreaba canciones populares en euskera que había aprendido durante su infancia.